# 丘西代拉韦尔纳
丘西代拉韦尔纳（義大利語：Chiusi della Verna），是意大利托斯卡纳大区阿雷佐省的一个市镇。总面积102.06平方公里，人口2099人，人口密度20.6人/平方公里（2009年）。ISTAT代码为051015。